# Hafen Port Hedland
Der Hafen Port Hedland ist ein Seehafen im australischen Bundesstaat Western Australia.
Der Hafen ist insbesondere für den Eisenerzbergbau von großer Bedeutung und gehört bezüglich umgeschlagener Güter zu den größten Häfen weltweit.

## Waren und Verkehr

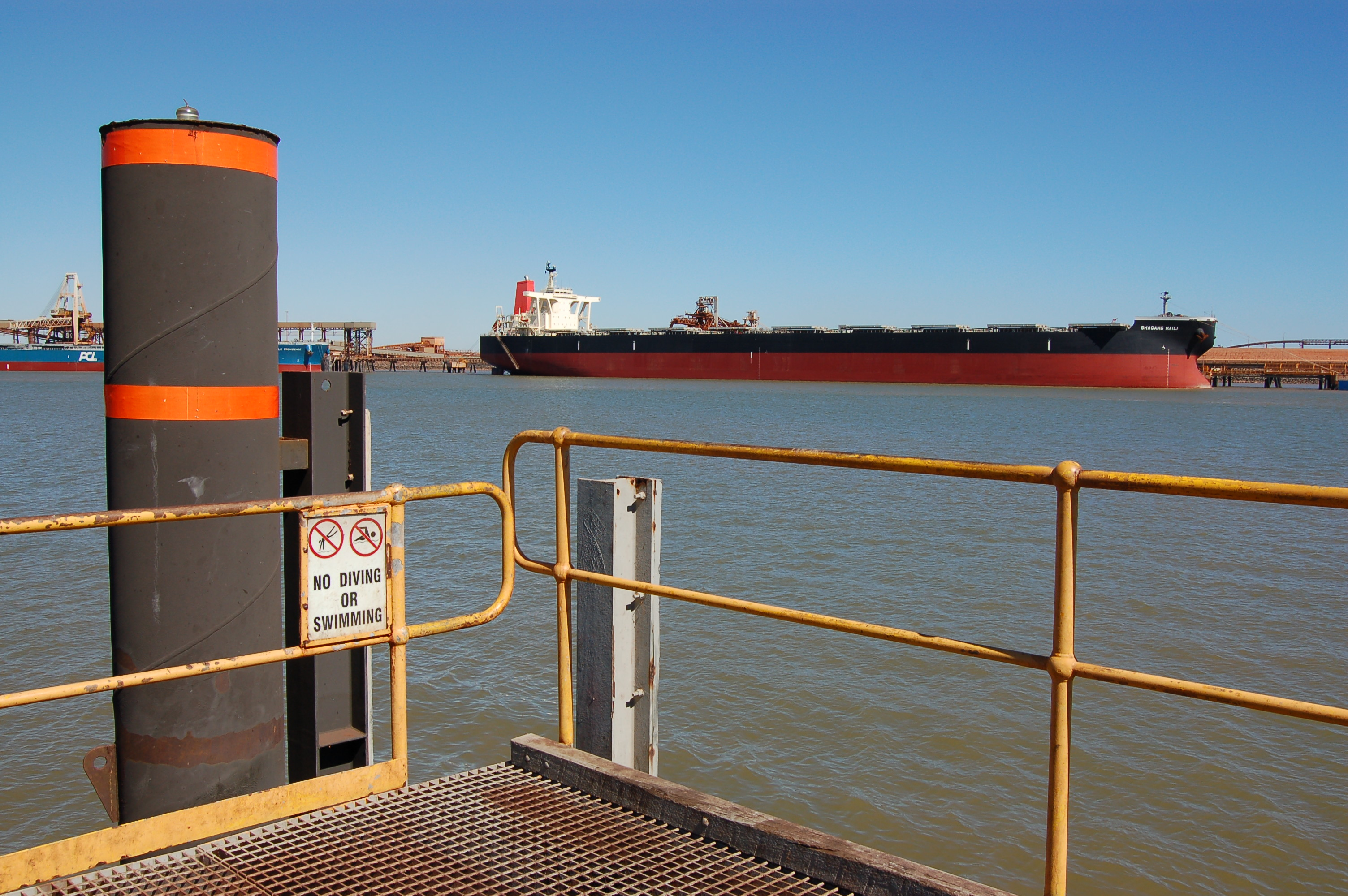
Frachtschiff im Hafen

Port Hedland ist in der Pilbara-Region der wichtigste Umschlagplatz für Eisenerz, das per Eisenbahn angeliefert und über den Hafen verschifft wird. Die jährliche Umschlagmenge des Hafens betrug 455 Millionen Tonnen im Jahre 2015. Eisenerz macht 98 % der exportierten Güter aus. Für 2017 rechnete man damit, der größte Exporthafen für Schüttgut weltweit zu sein.
Im Geschäftsjahr 2014/15 haben 2874 Schiffe den Hafen angelaufen.

## Einrichtungen und Infrastruktur

### Hafenverwaltung
Der Hafen wird von der Port Hedland Port Authority verwaltet. Das Hauptquartier der Hafenverwaltung sowie der Hafenkontrollturm und der Hubschrauberlandeplatz sind am Mangrove Point.
Auf dem Hafengelände befand sich das 1991 gegründete Port Hedland Immigration Reception and Processing Centre, das für die Internierung von kambodschanischen Boatpeople vorgesehen war. Es wurde 2004 aufgegeben; das Gelände und Gebäude werden seitdem anders genutzt.

### Schiffsgrößen
Die größten Schiffe, die in den Hafen einlaufen können, sind Massengutfrachter der Wozmax-Größe.
Die maximalen Abmessungen sind:
Länge: 330 m
Tragfähigkeit: 250.000 t
Wegen eines Tidenhubs von 7,4 Metern können die größten Schiffe nur bei Flut ein- und auslaufen. Trotzdem haben vollbeladene Schiffe dann weniger als einen Meter Wasser unter dem Kiel.